# 888casino
888casino, tidligere kendt som Casino-on-Net, er et online casino, der blev grundlagt i 1997 og som hører hjemme i Gibraltar. Det er et af internettets ældste casinoer og det blev i 2013 det første rendyrkede online casino, der fik licens i USA.

## Historie
Casino-on-Net blev grundlagt af brødrene Aaron og Avi Shaked i samarbejde med Ron og Shay Ben-Yitzhaq, også brødre, i 1997. Aaron Shaked hævder at være kommet på ideen om at starte et online casino da han deltog i en tandlægekonference i Monte Carlo. I 1994 blev den såkaldte Free Trade & Processing Zone Act-lovgining gennemført i Antigua og Barbuda, hvilket åbnede for udviklingen af lovlige online casinoer. Casino-on-Net blev omdøbt til 888casino i 2010 for at skabe sammenhæng i udtryk og præsentation med de øvrige 888-produkter. I 2015 var siden licenseret og aktiv i Gibraltar, New Jersey, Danmark, Spanien og en række andre lande og territorier.
888casino var titelsponsor for World Seniors Championship i snooker i 2013.
I 2015 beskev magasinet Gaming Intelligence 888casino som: “det eneste sande pan-europæiske casino”.
I 2017 underskrev 888casino en aftale om at benytte spillemaskiner fra det Berlin-baserede Merkur Interactive Services GmbH, en del af Gauselmann Group.
888casino er blevet tildelt eCOGRA’s Safe and Fair-godkendelsesmærke.

### USA
Den amerikanske Kongres gennemførte i oktober 2006 lovgivning, der tvang online-gaming firmaer ud af det amerikanske marked. Dette resulterede i en masseflugt fra det amerikanske marked for disse sider.
I marts 2013 tildelte Nevadas spillekommission 888casino en licens som et Interactive Gaming Service Provider, hvilket gjorde det til den første virksomhed, der udelukkende tilbyder online spil med licens fra en amerikansk jurisdiktion.
I januar 2011 vedtog New Jerseys lovgivende forsamling et lovforslag fremsat af Raymond Lesniak, der tillod online spil for statens indbyggere over 21 år. I august 2013 underskrev 888casino en aftale med Caesars Entertainment Corporation, gennem gruppens All American Poker Network (AAPN)-sammenslutning med Avenue Capital, der gjorde det muligt for 888casino at tilbyde produkter under eget varemærke i New Jersey. 888casino offentliggør en uafhængigt revideret månedlig tilbagebetalingsprocent for casinoet og inkluderer heri tilbagebetalingsprocenten for hvert enkelt spil, såvel som den samlede totale tilbagebetalingsprocent for 888casino. 888casino’s udbetalingsrate er 95,1 %. 888casino's payout rate is 95.1%.

## Priser
| Pris                                              | År   |
| ------------------------------------------------- | ---- |
| Bedste Casinooperatør, Gaming Intelligence Awards | 2015 |
| Årets Digitale Operatør, Global Gaming Awards     | 2014 |
| Årets Operatør, eGR Operator Awards               | 2013 |
| Bedste Casinooperatør, eGR Operator Awards        | 2013 |